# Одейле (Бузеу)
Одейле (рум. Odăile) — село у повіті Бузеу в Румунії. Адміністративний центр комуни Одейле.
Село розташоване на відстані 112 км на північ від Бухареста, 35 км на північний захід від Бузеу, 116 км на захід від Галаца, 77 км на схід від Брашова.

## Населення
За даними перепису населення 2002 року у селі проживали 65 осіб, усі — румуни. Усі жителі села рідною мовою назвали румунську.